# Steven Dima
Steven Dima (Paramaribo, 17 oktober 1984) is een Surinaams voormalig voetballer die speelde als middenvelder.

## Carrière
Dima maakte zijn debuut voor SV Walking Boyz in 2007 en speelde er tot in 2010. Hij wist met hen in 2008/09 de landstitel en de beker te winnen. Hij speelde twee seizoenen voor Inter Moengotapoe waarmee hij een landstitel en een landsbeker won. Hij speelde in 2014/15 voor SV Botopasi op het hoogste niveau maar zette hierna een stapje terug. Hij speelde het volgende seizoen in de tweede klasse voor Jong Rambaan. Hij keerde het seizoen erop al terug naar het hoogste niveau bij SV Botopasi en sloot zijn carrière af bij SV Walking Boyz in 2019.
Hij speelde in 2011 twee interlands voor Suriname waarin hij niet kon scoren.

## Erelijst
- SVB-Eerste Divisie: 2008/09, 2010/11
- Surinaamse voetbalbeker: 2008/09, 2011/12